# Jake Cutter
Pour les articles homonymes, voir Cutter.
Jake Cutter (Tales of the Gold Monkey) est une série télévisée américaine en 22 épisodes de 47 minutes, créée par Donald Bellisario et diffusée entre le 22 septembre 1982 et le 1er juin 1983 sur le réseau ABC.
En France, la série a été diffusée à partir du 23 juin 1990 dans l'émission Club Sandwich sur Antenne 2. Rediffusion sur Série Club.

## Synopsis
Cette série met en scène les aventures de Jake Cutter, pilote d'hydravion à Boragora, port de l'archipel imaginaire des Marivellas Françaises, dans le Pacifique Sud en 1938.
À bord de son hydravion rouge et blanc, le « Cutter’s goose », Jack Cutter sillonne les îles de l’archipel de Boragora dans les années 1930. Avec son ami Corky et son chien borgne Jake, l’aventurier n’hésite jamais à répondre présent, et toujours avec humour, dès qu’il s’agit de retrouver des disparus ou déjouer les plans des agents ennemis en place. Il peut compter sur le soutien de Sarah, une espionne américaine qui chante sous couverture au Monkey Bar de « Bon Chance » Louie. Sur sa route, il croise le chemin du Révérend Willie Tenboom, en réalité un espion Allemand, de la Princesse Koji et de Todo, entre autres figures locales hautes en couleur.

## Distribution
- Stephen Collins : Jake Cutter
- Jeff MacKay : Corky
- Caitlin O'Heaney (en) : Sarah Stickney White
- Roddy McDowall : Bon Chance Louis
- John Calvin : Révérend Willie Tenboom
- Marta DuBois : Princess Koji
- John Fujioka (en) : Todo

## Épisodes
1. Le Trésor du Singe Doré, première partie (Tales of the Gold Monkey [1/2])
2. Le Trésor du Singe Doré, seconde partie (Tales of the Gold Monkey [2/2])
3. Le Dernier Espoir (Shanghaied)
4. La Perle noire (Black Pearl)
5. Les héros ne meurent jamais (Legends Are Forever)
6. L'Île de la mort (Escape From Death Island)
7. La Malédiction du passé (Trunk From the Past)
8. On ne change qu'une fois (Once a Tiger...)
9. Un grand honneur (Honor Thy Brother)
10. La Dame et le Tigre (The Lady and the Tiger)
11. Le Souvenir (The Late Sarah White)
12. Le Sultan (The Sultan of Swat)
13. L'Enfant singe (Ape Boy)
14. Pour l'honneur de la reine (God Save the Queen)
15. La Grande Classe (High Stakes Lady)
16. La Force de l'habitude (Force of Habit)
17. Les carottes sont cuites (Cooked Goose)
18. La Chance de sa vie (Last Chance Louie)
19. Le Tueur de l'Orient (Naka Jima Kill)
20. Boragora ou rien (Boragora or Bust)
21. Coup de tonnerre (A Distant Shout of Thunder)
22. Matuka (Mourning Becomes Matuka)

## Personnages
- Jake Cutter, pilote d'hydravion et soldat de fortune américain, diplômé de l'Université Cornell, ancien pilote de guerre, ancien pilote des Forces aériennes de la République espagnole, ancien Flying Tigers, ancien pilote de Boeing 314 de la Pan Am et ancien joueur de baseball professionnel de l'équipe de Duluth.
- Corky, mécanicien et copilote, meilleur ami alcoolique de Jake.
- Sarah Stickney White, espionne américaine et chanteuse romantique, flirt de Jake.
- Bon Chance Louie, propriétaire du Monkey Bar et magistrat français de Boragora dans les Marivellas Françaises.
- Révérend Willie Tenboom, espion allemand se faisant passer pour un pasteur néerlandais, ami de Jake et anti-nazi.
- Princesse Koji, fille d'un capitaine de navire irlandais et d'une princesse japonaise, assoiffée de pouvoir et d'argent, amoureuse de Jake.
- Todo, homme de main de la princesse Koji.
- Gushie, associé en fauteuil roulant de Louie.
- Jack, le chien borgne de Jake.
- La Cutter's Goose (l'oie de Cutter), l'hydravion de Jake, un Grumman G-21 Goose.

## Commentaires
- Donald Bellisario a eu l’idée de la série à la fin des années 1970 mais aucune chaîne ne voulait alors s'investir dans ce projet. Le succès du premier Indiana Jones de Steven Spielberg au cinéma, en 1981, convainc ABC de se lancer dans l’aventure.
- Le titre de la série en version originale, Tales of the Gold Monkey, fait référence à une statue en or au centre de l'intrigue de l'épisode pilote[1].
- Dans l’épisode pilote, le personnage de « Bon Chance » Louie est incarné par Ron Moody. Pour la suite de la saison, le rôle est confié à Roddy McDowall, qui interprétait les chimpanzés Cornélius et César dans les films La Planète des singes ainsi que Galen dans la série du même nom.